# Muscle ischio-jambier
Le groupe des muscles ischio-jambier est un groupe musculaire de la cuisse permettant l'extension de la hanche et la flexion du genou. Ce groupe rassemble des muscles polyarticulaires qui vont de la hanche jusqu’à l’arrière du tibia et de la fibula (anciennement péroné). Ces muscles correspondent aux muscles de la loge postérieure de la cuisse.
Ce groupe se compose de trois muscles :
- muscle biceps fémoral (chef long) ;
- muscle semi-tendineux ;
- muscle semi-membraneux.

Le grand adducteur est parfois considéré comme un ischio-jambier inachevé en raison de sa continuité intime avec le ligament collatéral tibial, qui l’amènerait jusqu'à la jambe.

## Insertions des ischio-jambiers
- Muscle biceps fémoral (ou biceps crural ou long biceps) (biceps femoralis) : il est composé par deux chefs. Le chef long (caput longum) naît par un tendon sur la face postérieure de la tubérosité ischiatique. Le chef court, quant à lui, naît par des fibres musculaires sur la moitié distale de la lèvre latérale de la ligne âpre. Les deux chefs se rejoignent pour se fixer sur la tête de la fibula (anciennement péroné) et par des expansions sur le condyle latéral du tibia. Il a un tendon commun avec le court biceps.
- Muscle semi-tendineux (anciennement appelé muscle demi-tendineux) (semi-tendinosus) : c'est le plus interne au niveau du creux poplité. Il naît sur la tubérosité ischiatique pour se terminer sur la face supérieure et médiale du tibia. Il appartient au groupe de la patte d'oie (gracile, semi-tendineux et sartorius).
- Muscle semi-membraneux (anciennement nommé demi-membraneux) (semi-mendinosus) : saille beaucoup moins que le demi tendineux, et se trouve en dehors de lui, en arrière et en dehors du condyle médial. Il prend naissance sur la tubérosité ischiatique pour se terminer en 3 points :
  - face postérieure du condyle médial tibial (faisceau direct),
  - sur la face médiale tibiale (faisceau réfléchi),
  - sur le condyle latéral fémoral (ligament poplité oblique).

Le semi-membraneux ne fait pas partie de muscle de la patte d'oie, car il se termine par un tendon distinct.

## Innervation motrice
Tous ces muscles sont innervés par le nerf ischiatique (ou grand sciatique). Ses racines métamériques sont L4-L5 (tronc lombo-sacral) et S1-S2-S3.

## Fonctions de ces muscles
Les muscles ischio-jambiers sont composés de plusieurs parties qui ont pour action principale d'entrainer le genou en flexion et le fémur en extension si l'os coxal est un point fixe.
- Muscle biceps fémoral : il permet la flexion de la jambe et la rotation latérale de la jambe fléchie. Le chef long participe à l'extension de la hanche.
- Muscle semi-tendineux : il permet la flexion de la jambe. De plus, lorsque la jambe est fléchie, il est rotateur médial de la jambe et extenseur de la hanche.
- Muscle semi-membraneux : ses fonctions sont identiques à celles du muscle semi-tendineux. De plus, il est tenseur de la capsule articulaire (par le ligament poplité oblique).

Il a aussi pour action d'emmener le genou en rotation externe. Il entraîne le bassin en rétroversion si le membre inférieur est fixe.

## Pathologies
Ce groupe musculaire est l'un des plus touchés par les accidents musculaires des sportifs, dont le plus grave est la déchirure musculaire.
D'après une étude scandinave, les ischio-jambiers sont impliqués, dans cette région, dans 11 % des blessures dans la course à pied, ce taux montant à 16 à 27 % dans la pratique du football australien. C'est plus du quart (26 %) des accidents déclarés par les footballeurs professionnels et il s'agit de récidive dans 1⁄4 des cas, celle-ci apparaissant souvent (1⁄3 des cas) dans les 15 jours qui suivent la reprise de l'activité sportive.

## Culture physique
Les ischio-jambiers interviennent comme muscles moteurs ou synergiques dans l'exercice du soulevé de terre. Ils sont également moteurs dans le mouvement de flexion sur jambes (squat).